# Каскадске планине
Каскадске планине су део Пацифичког планинског система на западу Северне Америке. Каскадске планине се простиру више од 1.100 km од планине Ласен у северној Калифорнији, кроз Орегон и Вашингтон до ушћа реке Фрејзер - југ Британске Колумбије, Канада. Многи врхови прелазе 3.000. m, као што су Худ 3.426 m, највиша тачка у Орегону, Шаста 4.321 м. у Калифорнији, Рејнир 4.392 највиши врх у Вашингтону и целим Каскадским планинама и др. Део ланца који се простире у Канадску државу Британска Колумбија нема значајних врхова, највише се уздижу до 2.440 m. Већина врхова су угашени вулкани, али у блиској прошлости Ласен 3.187 м. и неколико других планина показивала су извесну активност. Бејкер 3.285 м. ( 1975. г. ерупција фумарола), Сент Хеленс 2.550 m (1980. г. катастрофална ерупција ). Од Тихог океана су удаљене око 160 до 240 km. Својим положајем мењају климатске услове на западу САД, спречавајући продоре влажних ваздушних маса са Пацифика, што доводи до смањења количине падавина у источним територијама. 

## Геологија
Каскадске планине су имале сложену геолошку историју. Оне су формиране на крају Плиоценске епохе, али је њихов изглед касније био знатно измењен вулканском и глечерском активношћу. Глацијација је значајно утицала на рељеф ове области, формирајући бројна језера, и долине. Осим врхова који су изнад линије дрвећа, цела област је веома шумовита и под заштитом је државе ( United States National Forest ). На западним падинама годишња количина падавина је 2.500 мм. и ту се налазе густе шуме Дагласове јеле- ендемска врста. Велики број Националних паркова као што су: North Cascades National Park, Mount Rainier National Park, Crater Lake National Park, Lassen Volcanic National Park, Lava Beds National Monument као и E. C. Manning Provincial Park у Канади, нуде необичне природне формације и предивне пределе. Економија ове области је заснована углавном на туризаму. 
Џорџ Ванкувер, официр Британске краљевске ратне морнарице први је угледао Каскадске планине 1792 г. Амерички истраживачи Мериведер Луис и Вилијам Кларк први су прошли кроз ову област 1806. г. 

Највиши врхови:
Држава Вашингтон:
- Рејнир (енгл. Mount Rainier), 4.392 m, највиши врх
- Адамс (енгл. Mount Adams), 3.742
- Бејкер (енгл. Mount Baker), 3.285
- Сент Хеленс 2.550

- Рејнир
- Адамс
- Бејкр
- Сент Хеленс

Држава Калифорнија:
- Шаста (планина) (енгл. Mount Shasta), 4.321
- Ласен Пик (енгл. Lassen Peak), 3.187

- Шаста
- Ласен

Држава Орегон:
- Худ (планина) (енгл. Mount Hood), 3.426
- Џеферсон (планина) (енгл. Mount Jefferson), 3.199

- Худ
- Џеферсон